# Anoplodera pubera
Anoplodera pubera  (лат.) — вид жуков-усачей из подсемейства усачиков. Распространён в Канаде и США. Представители встречаются в различных лесах. Имаго посещают цветки, например, кизила.